# Asil Bressol del Nen Jesús
L'Asil Bressol del Nen Jesús és un edifici situat al carrer de Montcada, 18 de Barcelona, catalogat com a bé cultural d'interès local. Actualment, és la seu de la delegació de l'orde de Malta a Catalunya.

## Història
La finca actual és el resultat de l'agregació al segle xvi de dues cases, la del costat de muntanya d'una crugia i la del costat de mar d'una sola, i inclogué també els antics Banys Vells al núm. 11 d'aquest carrer. El 1528, el mercader de Vic Jaume Codina va adquirir la del costat de muntanya a Francesc Soler i la seva esposa Isabel Àngela. A la seva mort el 1530, fou heretada pel seu fill Francesc Benet Codina i Oliver (†1577), que el 1568 va adquirir en emfiteusi a Anna Beneta Buçot de Sitges i al seu marit Joan Benet de Salbà i de Navès (usufructuari) els Banys Vells, la casa contigua i l'hort amb la sínia (i possiblement també l'altra casa del carrer de Montcada). D'aquesta manera, Francesc Benet Codina va reunir la propietat del conjunt, que el seu fill Joan Benet Codina i Ribera llogaria a diversos particulars. El 1593 fou nomenat conseller en cap, i va morir l'any següent, deixant com a hereu el seu fill Joan Francesc Codina i de Foix (†1637).
Fou succeït pel seu fill Joan Baptista Codina i Xammar, que el 1653, un cop acabada la Guerra dels Segadors, va vendre la propietat en subhasta pública al mercader Rafael Guinart. Aquest va morir el 1656, i la casa seria llogada al mercader Onofre Massanés. El 1681, Rafael Guinart fill es va casar amb Maria Teresa Quintana i Fàbregas, i va morir el 1687. Aquell mateix any, la seva vídua va cedir l'herència del seu marit a l'Hospital de la Santa Creu, que hi fa ver diverses obres de manteniment. Malmesa pel setge del 1697, la casa del carrer de Montcada fou establerta aquell mateix any a l'adroguer Amador Dalmau i Colom, que hi va fer diverses obres.
Després de la desfeta del 1714, la casa fou segrestada i ocupada per militars borbònics com Alexandre de Rez, i el seu fill Sebastià Dalmau i Oller va ser arrestat i conduït primer al castell d'Alacant i després a la ciutadella de Pamplona. El 1719, fou traslladat a Segòvia, on fou alliberat el 1725 mercès a la Pau de Viena, i els seus béns li foren retornats. Aleshores s'instal·là a Viena i es reincorporà a l'exèrcit imperial. El seu pare romangué a Barcelona, i el 1734, per a evitar la confiscació de béns amb motiu de la nova guerra contra Àustria, va fer testament a favor de la seva filla Maria Paula davant de Bonaventura Jäger i Colomer, rector de Sant Martí de Teià, tot i que en un segon testament secret va tornar a nomenar hereu Salvador.
El 1748, Bonaventura Jäger, com a procurador de Salvador Dalmau, va vendre la propietat a l'adroguer Francesc Oller del Mas, que hi va encarregar diverses obres al mestre de cases Francesc Cabañeras. Va morir el 1762, deixant com a hereva la seva filla Marianna, que també moriria aquell mateix any, deixant l'administració dels seus béns en mans del seu marit Pere Ros i Aray. El primogènit Francesc Ros i Oller va morir el 1789, i l'herència va passar a mans de la seva germana Marianna, casada amb Francesc de Girona i Augirot. El 1821, aquesta va demanar permís per a enderrocar-ne part del ràfec, que estava en mal estat.

La seva filla Eulàlia de Girona i Ros es va casar amb Josep Marià de Cabanes i d'Escofet, i l'hereu Francesc de Paula de Cabanes i de Girona va morir sense descendència, deixant la finca a la seva vídua Joana de Vedruna i Minguella, que es casà en segones noces amb Josep Antoni de Ros i de Molins. Finalment, el seu fill Lluís de Ros i de Vedruna la vendria a l'Asil Bressol del Nen Jesús, institució a càrrec de les Germanes Franciscanes dels Sagrats Cors. La nova seu fou inaugurada el 14 de març del 1908, tal com recorda una placa commemorativa:

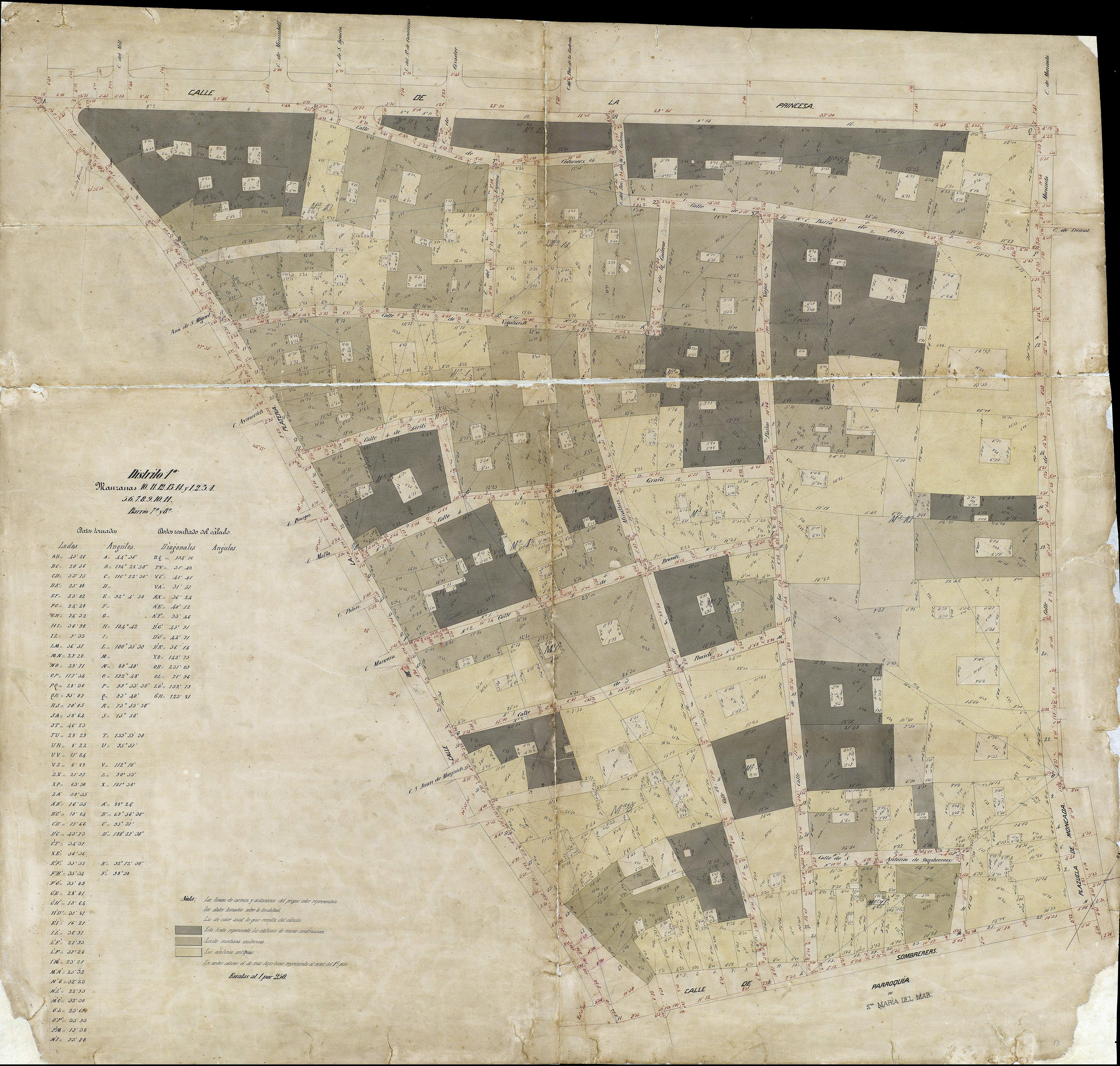
Quarteró núm. 13 de Garriga i Roca (c. 1860)

Asilo Cuna del Niño Jesús. / Asociación de Señoras / Fundadora / Dª Francisca Cañadó / Este Asilo inaugurado el XIV de Marzo / de MCMVIII tiene por objeto educar, / mantener y cuidar gratuitamente a los / hijos de familias necesitadas durante / las horas de trabajo de sus padres

## Descripció
Consta de planta baixa, planta noble i una galeria superior. Els baixos presenten dos portals a la meitat esquerra: un d'arc carpanell i un altre de mig punt adovellat, que és l'entrada principal, mentre que la meitat dreta està ocupada per dues finestres. A la planta noble s'aprecien tres balcons amb una llinda diferenciada, emprant un altre tipus de carreus de pedra que els utilitzats en el parament de tota la façana, estant aquests últims formant un parament isòdom. El sistema de tancament de les balconades empra baranes de ferro forjat. Per últim, al pis superior s'hi troba una galeria formada per un seguit d'arcs que descansen sobre columnetes. Aquesta va ser descoberta i completada arran d'una restauració efectuada per Adolf Florensa i Ferrer als anys 1950, que eliminà els tres balcons que s'hi havien afegit i que tapaven i distorsionaven el conjunt.
La casa, com altres edificis senyorials del mateix carrer, s'articula a través d'un pati interior, del qual parteix una escalinata d'accés al pis noble. La volta de pedra de l'escala va ser ocultada per envans i estucs fins a la rehabilitació de Florensa, que també deixà al descobert una finestra gòtica trífora situada al mur del fons del pati.